# 奧斯特拉赫河
47°31′56.7″N 10°15′43″E / 47.532417°N 10.26194°E

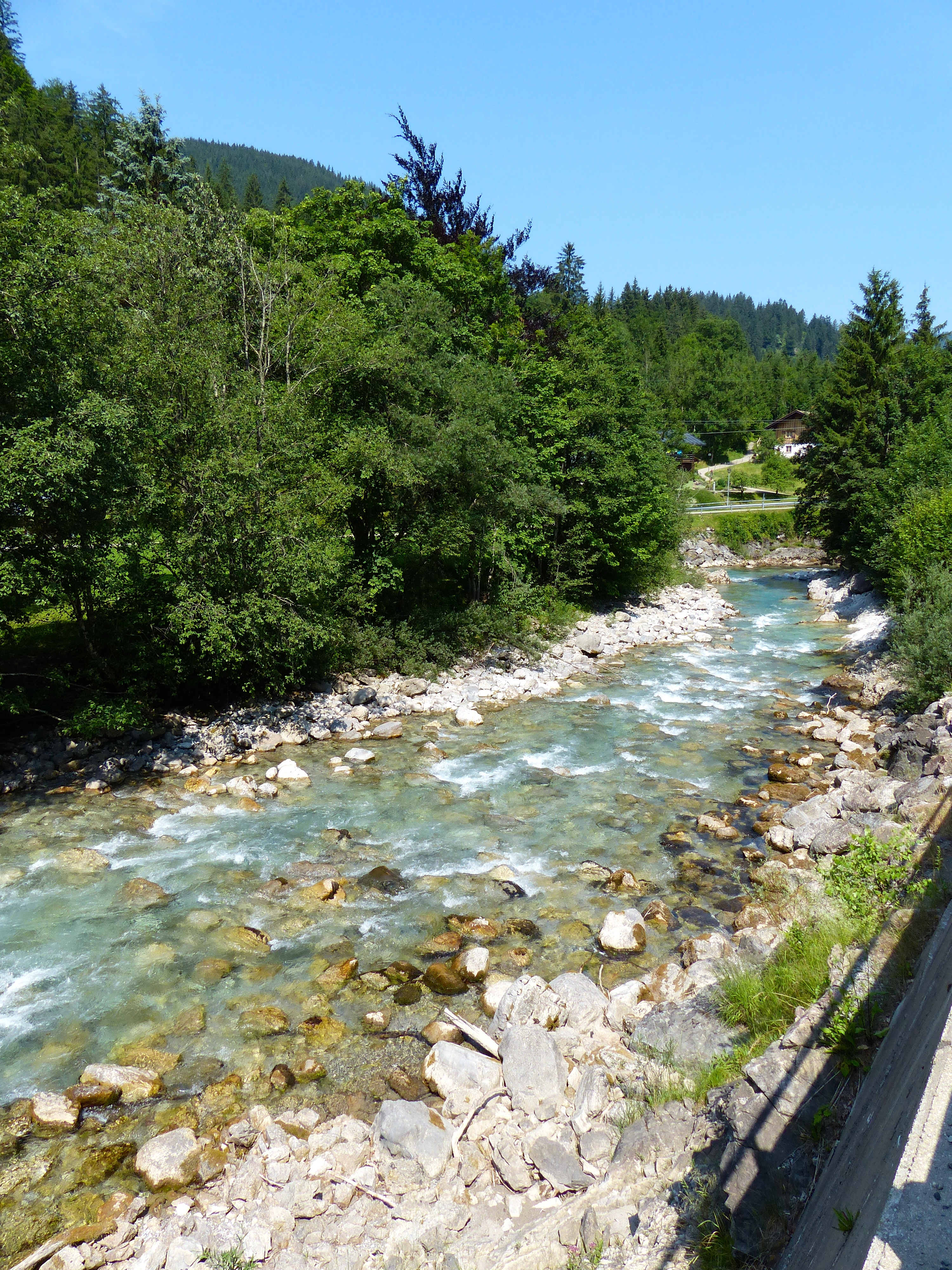
奧斯特拉赫河

奧斯特拉赫河（德語：Ostrach），是德國的河流，位於該國東南部，由巴伐利亞負責管轄，處於上阿爾高縣，屬於伊勒河的右支流，河道全長28.7公里。